# República Árabe Islâmica
A República Árabe Islâmica ou União Tunísia-Líbia foi uma proposta de unificação da Tunísia e da Líbia em 1974, acordadas pelo governante líbio Muammar al-Kadhafi e pelo presidente da Tunísia Habib Bourguiba. A proposta nunca foi implementada.
Este projeto é parte de um contexto conturbado dos dois países. A Tunísia é enfraquecida pela crise econômica causada pelas políticas socialistas lideradas pelo ex-ministro da Economia, Ahmed Ben Salah. Na Líbia, em 1 de setembro de 1969, Kadafi derruba rei Idris I e seu carisma, permite que muitos encontrem nele o novo herói árabe, aquele que iria apagar a humilhação sofriada pelo mundo árabe frente a Israel - depois de sucessivas derrotas nas guerras árabe-israelenses.